# Tachydromia
Tachydromia är ett släkte av tvåvingar. Tachydromia ingår i familjen puckeldansflugor.

## Bildgalleri

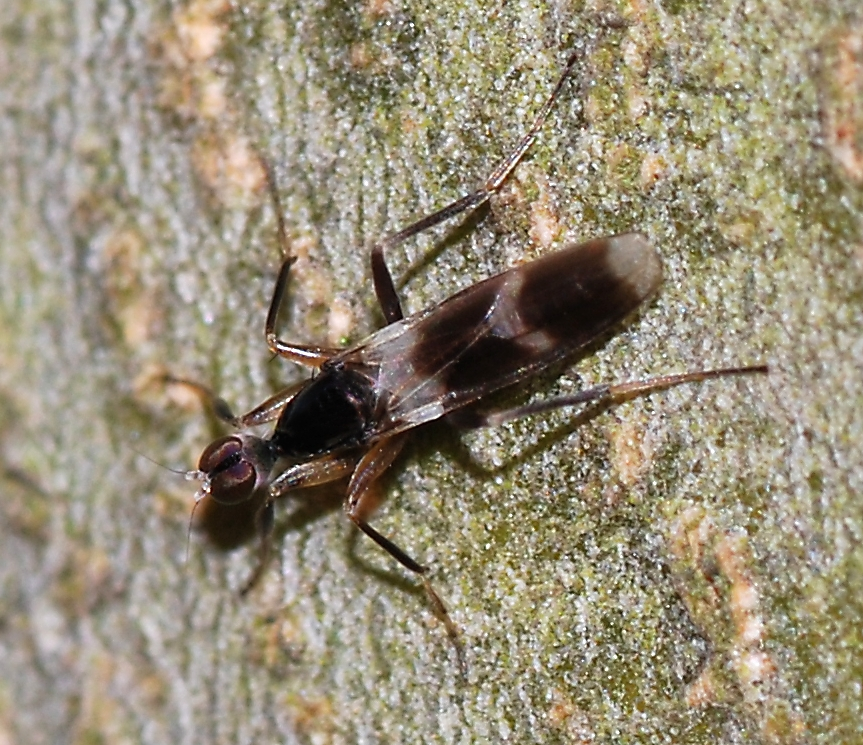
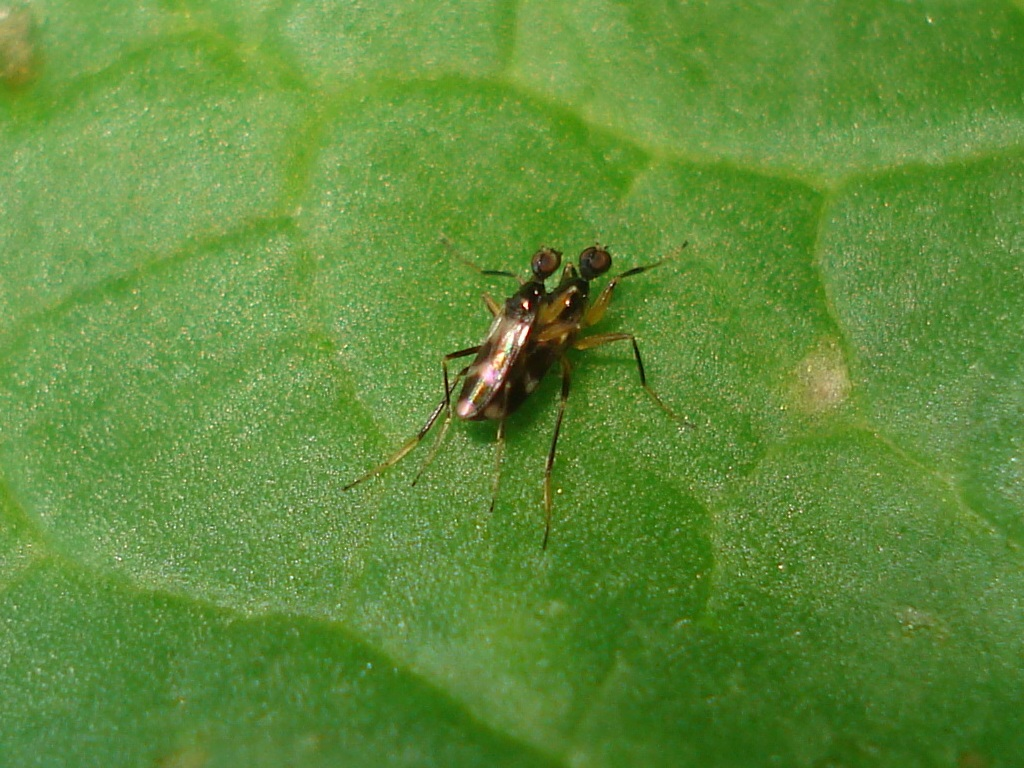
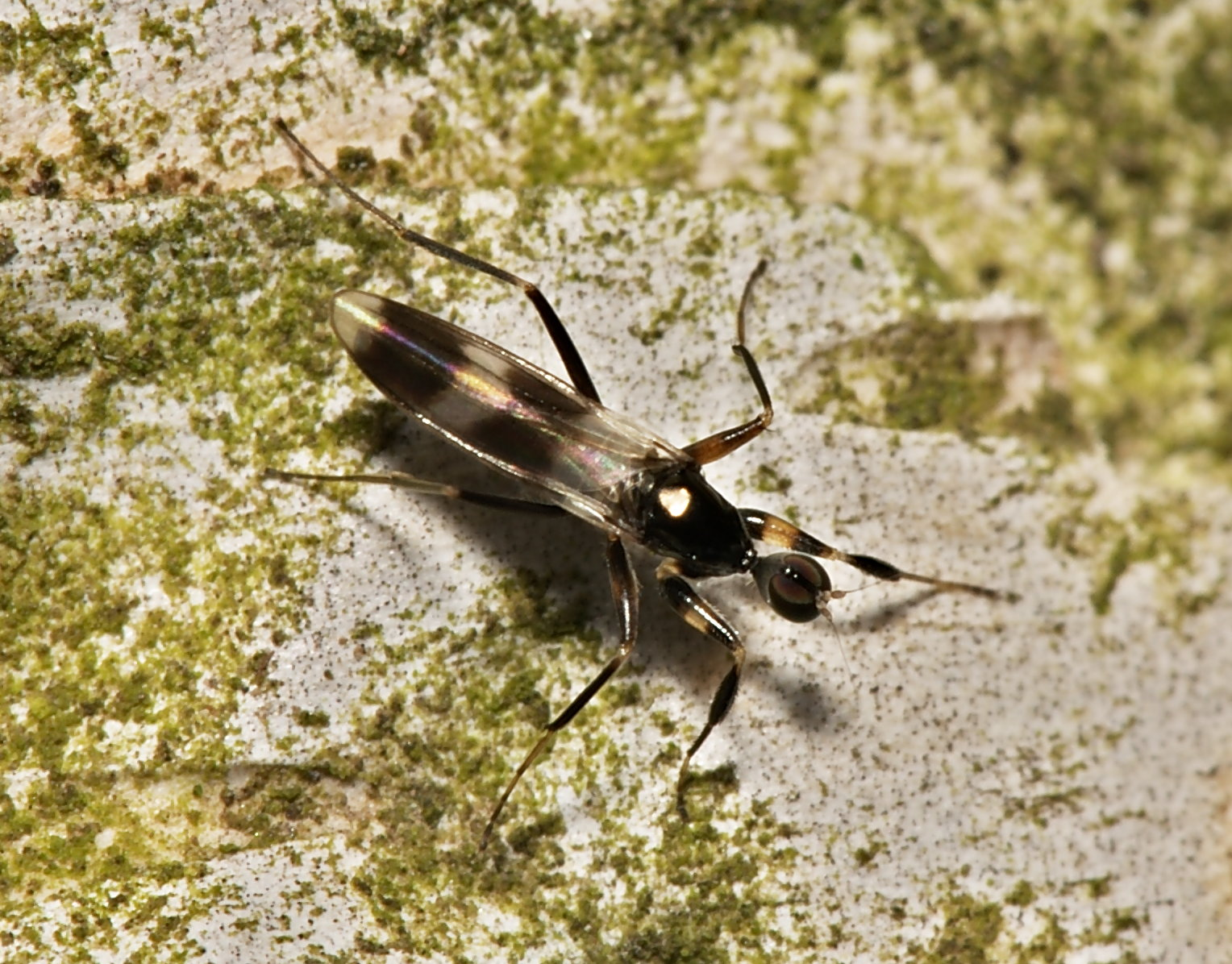
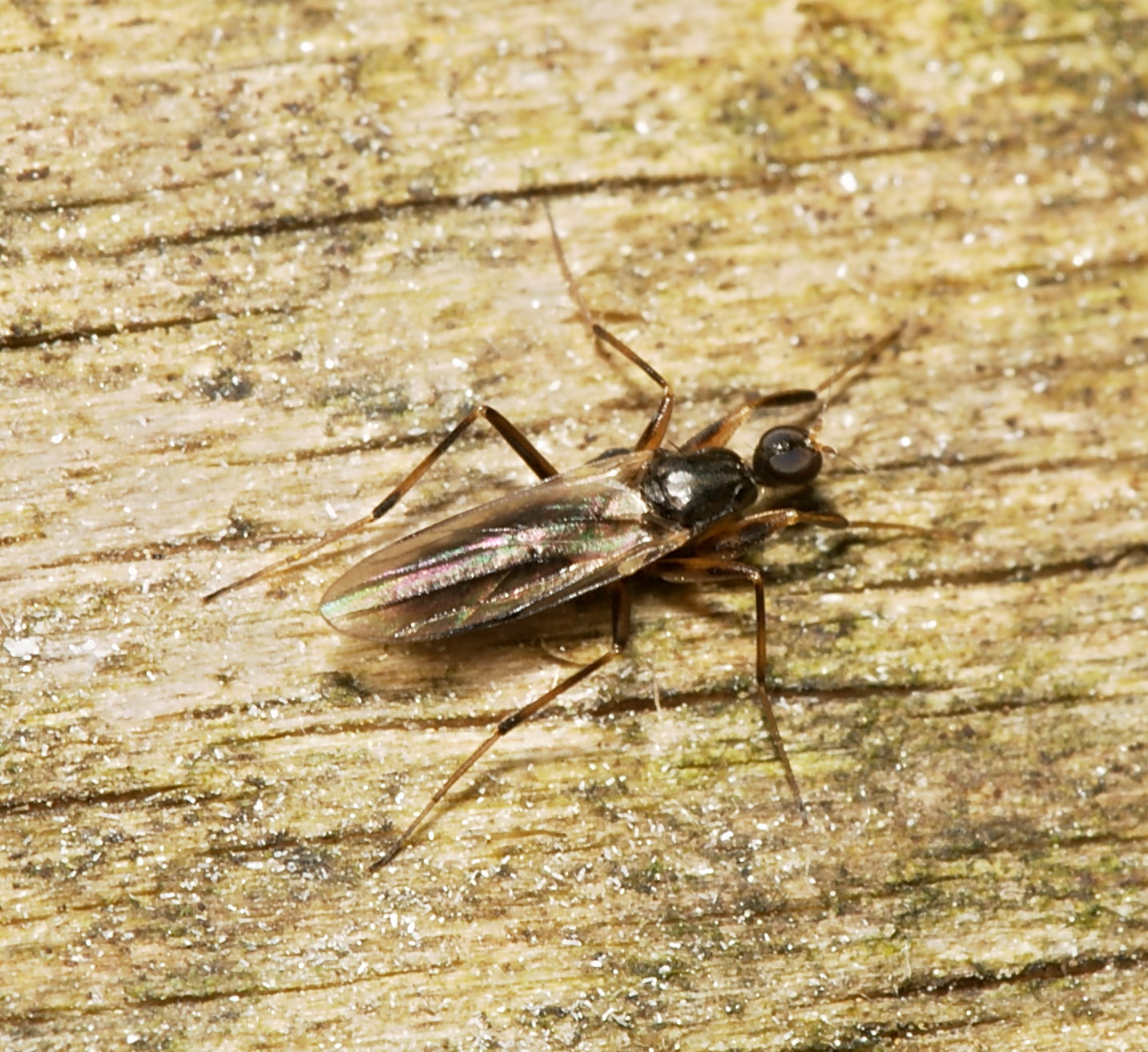

## Dottertaxa tillTachydromia, i alfabetisk ordning[1][2]
- Tachydromia abdominalis
- Tachydromia acklandi
- Tachydromia aemula
- Tachydromia alatauensis
- Tachydromia alteropcta
- Tachydromia andreiruizae
- Tachydromia annulimana
- Tachydromia apterygon
- Tachydromia arrogans
- Tachydromia bimaculata
- Tachydromia bistigma
- Tachydromia borzhomica
- Tachydromia calcanea
- Tachydromia calcarata
- Tachydromia carpathica
- Tachydromia catalonica
- Tachydromia caucasica
- Tachydromia chelana
- Tachydromia ciliata
- Tachydromia collini
- Tachydromia colliniana
- Tachydromia connexa
- Tachydromia costalis
- Tachydromia denticulata
- Tachydromia digitiformis
- Tachydromia diversipes
- Tachydromia doi
- Tachydromia edenensis
- Tachydromia elbrusensis
- Tachydromia enecator
- Tachydromia excisa
- Tachydromia flava
- Tachydromia flavicornis
- Tachydromia fuscinervis
- Tachydromia georgiana
- Tachydromia glabrata
- Tachydromia gorodkovi
- Tachydromia guangdongensis
- Tachydromia gussakovskii
- Tachydromia halidayi
- Tachydromia halterata
- Tachydromia harti
- Tachydromia henanensis
- Tachydromia hirtipes
- Tachydromia hissarica
- Tachydromia hyalipennis
- Tachydromia incisa
- Tachydromia incompleta
- Tachydromia interrupta
- Tachydromia kazakhstanica
- Tachydromia kerzhneri
- Tachydromia kovalevi
- Tachydromia latifascipennis
- Tachydromia lilaniensis
- Tachydromia longyuwanensis
- Tachydromia luang
- Tachydromia lundstroemi
- Tachydromia luteicornis
- Tachydromia maculipennis
- Tachydromia magadanica
- Tachydromia mediasiatica
- Tachydromia meigenia
- Tachydromia meigeniana
- Tachydromia microceroides
- Tachydromia microptera
- Tachydromia minima
- Tachydromia monaca
- Tachydromia mongolica
- Tachydromia monocercus
- Tachydromia monserratensis
- Tachydromia morio
- Tachydromia mucronata
- Tachydromia nigerrima
- Tachydromia nigra
- Tachydromia nigrimana
- Tachydromia nigripes
- Tachydromia obsoleta
- Tachydromia occipitalis
- Tachydromia ocellata
- Tachydromia ornatipes
- Tachydromia ozerovi
- Tachydromia papnana
- Tachydromia papuana
- Tachydromia parva
- Tachydromia petrabilis
- Tachydromia phanensis
- Tachydromia phengites
- Tachydromia phu
- Tachydromia preapicalis
- Tachydromia productipes
- Tachydromia pseliophora
- Tachydromia pseudointerrupta
- Tachydromia punctifera
- Tachydromia pygmaea
- Tachydromia rhyacophila
- Tachydromia rossica
- Tachydromia rufipes
- Tachydromia sabulosa
- Tachydromia sachem
- Tachydromia schnitteri
- Tachydromia schwarzii
- Tachydromia semihyalipennis
- Tachydromia sericea
- Tachydromia shatalkini
- Tachydromia sibirica
- Tachydromia simplicissima
- Tachydromia smithi
- Tachydromia stackelbergi
- Tachydromia stanislavi
- Tachydromia styriaca
- Tachydromia subarrogans
- Tachydromia tacoma
- Tachydromia terricola
- Tachydromia terricolodies
- Tachydromia thaica
- Tachydromia tigeri
- Tachydromia tuberculata
- Tachydromia tucumanensis
- Tachydromia tuvinica
- Tachydromia umbrarum
- Tachydromia umbripennis
- Tachydromia undulata
- Tachydromia varipennis
- Tachydromia varzobica
- Tachydromia vladimiri
- Tachydromia woodi